# Thorne (South Yorkshire)
Thorne è un paese di 17 057 abitanti della contea del South Yorkshire, in Inghilterra. La sua parrocchia civile comprende anche Moorends.

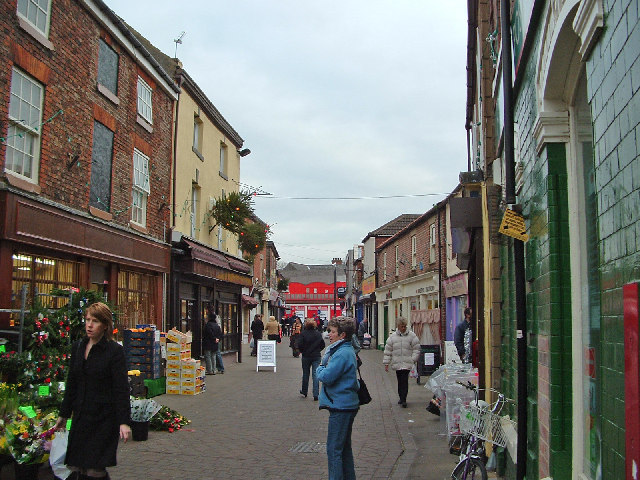
Thorne, Finkle street